# Monty Alexander

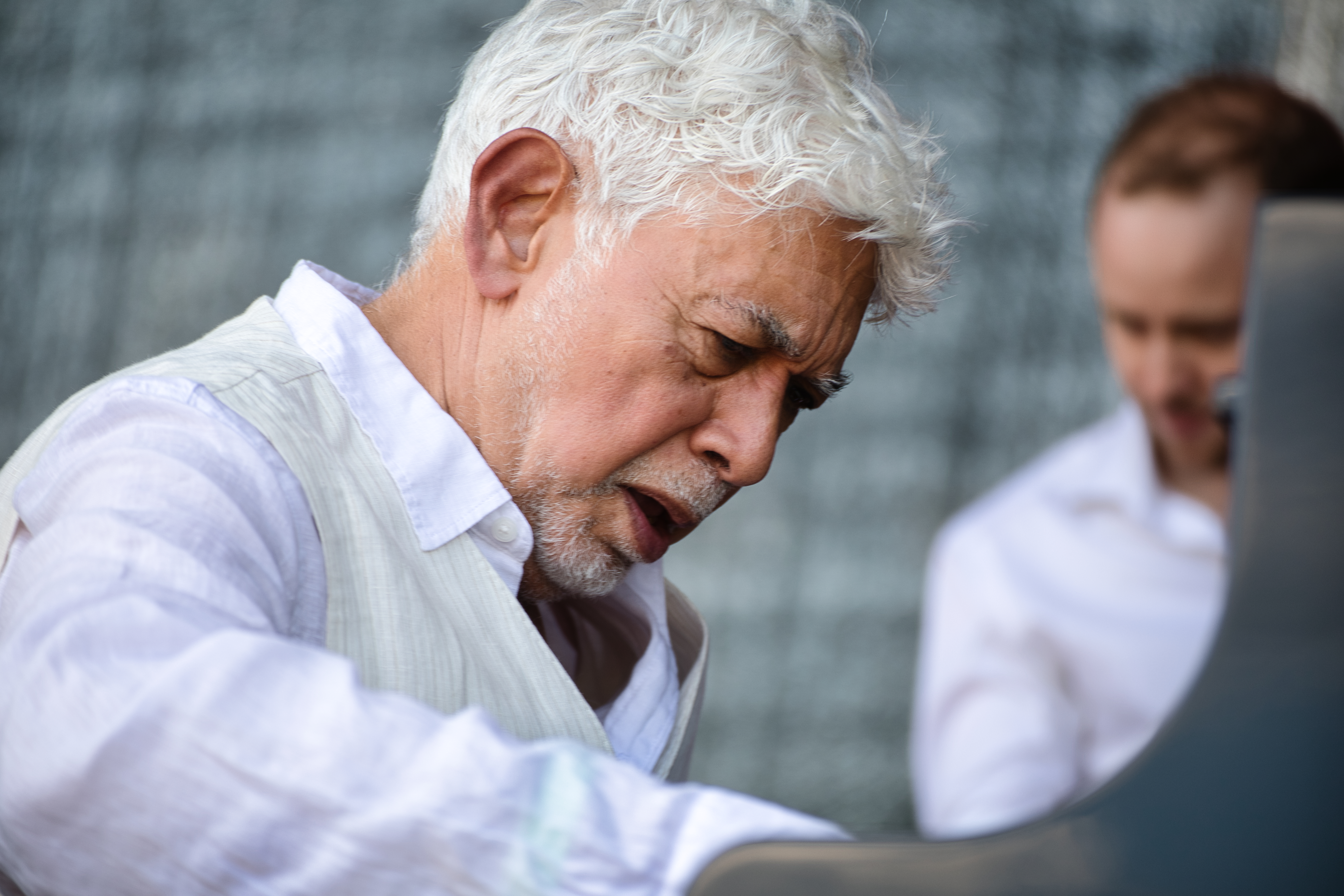
Monty Alexander auf dem INNtöne Jazzfestival (2022)

Monty Alexander, eigentlich Montgomery Bernard Alexander (* 6. Juni 1944 in Kingston, Jamaika) ist ein jamaikanischer Jazz-Pianist und Melodica-Spieler.

## Leben und Wirken

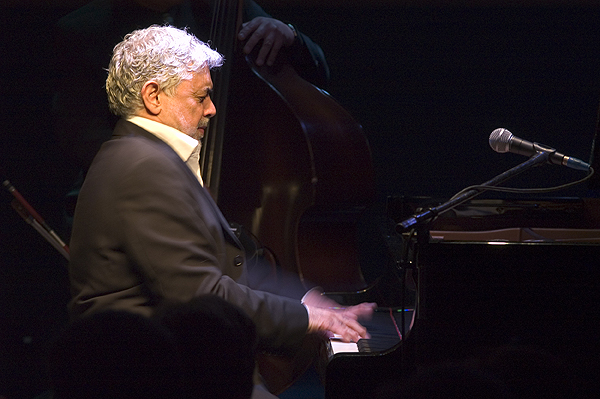
Monty Alexander bei Ronnie Scott’s, (London 2006)

Alexander begann im Alter von vier Jahren Klavier zu spielen. Von 1950 bis 1959 hatte er systematischen Unterricht. Erste Erfahrungen sammelte er als Teenager in lokalen Calypso- und Rhythm-&-Blues-Bands und arbeitete bereits als Studiopianist im legendären Studio One. Nach einer Klassikausbildung wandte er sich bald dem Jazz zu. 1962 kehrte er Jamaica den Rücken und zog zuerst nach Miami, dann nach New York. Hier spielte er für den Clubbesitzer Jilly Rizzo in dessen Jazzhaus „Jilly’s“. Bei Rizzo lernte er eines Abends den Bassisten Ray Brown kennen, der mit Oscar Peterson spielte. Ab den 1970er Jahren spielte Alexander in der Ray Brown/Milt-Jackson-Band sowie mit Victor Gaskin. Seine damaligen Aufnahmen standen noch unter dem Einfluss von Les McCann.
1971 kam es durch Vermittlung Oscar Petersons zum Kontakt mit dem Label MPS, für das zahlreiche Plattenproduktionen entstanden, wie seine Alben We’ve Only Just Begun (1974, die mit dem Grand Prix Mondial des Hot Club de France ausgezeichnet wurde) und Live at the Montreux Festival 1976. Auf dem Montreux Jazz Festival trat er auch in einer All-Star-Formation mit Ray Brown und Milt Jackson auf. Alexander gebührt das Verdienst, als einer der wenigen Jazzmusiker nicht nur afro-kubanische, sondern auch karibische, insbesondere jamaikanische Musikelemente, wie des Reggae und des Ska in seinem Stil verarbeitet zu haben. Dies tritt vor allem bei Alben, die er ab den 1980er Jahren für das Label Concord aufgenommen hatte, zutage, wie Ivory and Steel von 1980 und Caribbean Circle von 1992. Im Jahre 1999 entstand mit Musikern wie Steve Turré und Sly Dunbar ein Album mit Bob-Marley-Titeln (Stir It Up).

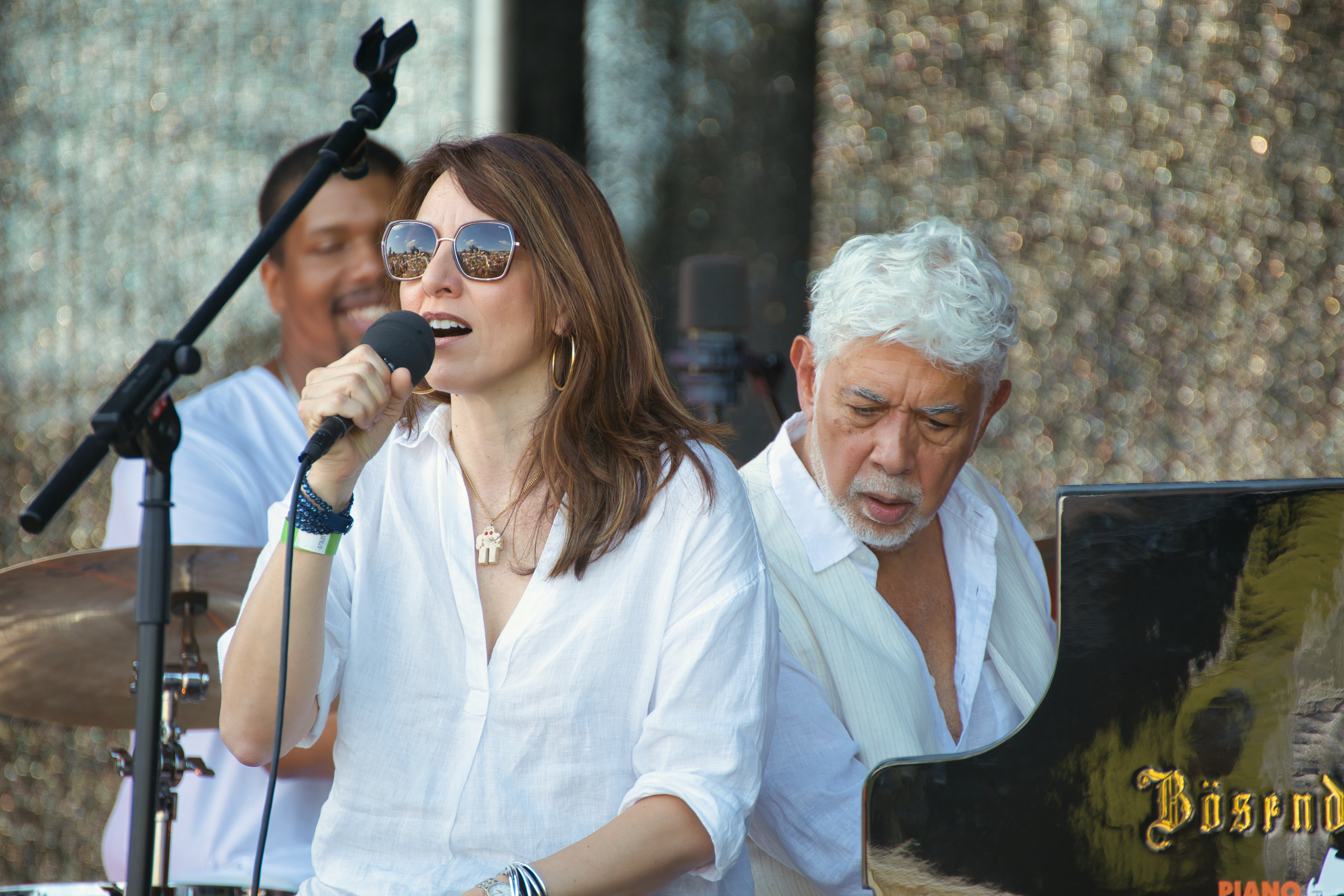
Monty Alexander und seine Ehefrau Caterina Zapponi (2022)

Bei seinen Auftritten arbeitet Alexander mit wechselnden Trio-Besetzungen, meist mit Ray Brown und Herb Ellis oder den Schlagzeugern Mickey Roker und Jeff Hamilton. Er ist auch als Begleiter von Ernestine Anderson, Marshall Royal, Sam Most, Kristian Jørgensen und Johnny Smith tätig. Außerdem trat er in der Maybeck Recital-Reihe des Concord-Labels mehrmals als Solist auf, was er zuvor nur einmal 1980 bei seiner auf 150.000 Exemplare limitierten Direktschnitt-Platte Solo ausprobiert hatte. 2022 spielten in seinem Trio Luke Sellick am Kontrabass und Jason Brown am Schlagzeug.
2012 wurde ihm in Stuttgart die German Jazz Trophy verliehen.
Das Konzert von Monty Alexander and The Harlem Kingston Express am 20. März 2015 bei der 46. Internationalen Jazzwoche Burghausen wurde vom Deutschlandradio mitgeschnitten und am 7. September 2015 auf Deutschlandradio Kultur gesendet. In der Silvesternacht 2015/16 folgte eine Ausstrahlung auf dem Fernsehsender ARD-alpha.
Alexander war von 1981 bis 1984 mit der Gitarristin Emily Remler verheiratet. Er ist verheiratet mit der italienischen Jazzsängerin Caterina Zapponi, die auch gemeinsam mit ihm auftritt.

## Diskografische Hinweise
- 1971: Here Comes the Sun (MPS/BASF)
- 1974: We’ve Only Just Begun (MPS/BASF)
- 1976: The Way It Is
- 1976: Montreux Alexander Live! (MPS/Verve)
- 1977: Live in Holland
- 1977: Soul Fusion
- 1978: Jamento
- 1978: Live at Ronnie Scott’s
- 1979: Facets (Concord) mit Ray Brown
- 1979: Monty Alexander in Tokyo
- 1979: So What
- 1980: Trio (Concord) mit Herb Ellis, Ray Brown
- 1980: Ivory and Steel (Concord)
- 1980: Monty Alexander & Ernest Ranglin
- 1980: Solo (Solo-Album, Direct-to-disc-LP, Jeton)
- 1982: Monty Alexander/Ray Brown/Herb Ellis, Triple Treat
- 1982: Overseas Special / To: You Everywhere
- 1982: Look Up
- 1982: Michel Sardaby/M. Alexander, Caribbean Duet
- 1983: Monty Alexander/John Clayton/Jeff Hamilton, Reunion in Europe
- 1983: The Duke Ellington Songbook
- 1984: Full Steam Ahdead
- 1985: Saturday Night
- 1985: The River (Concord) mit John Clayton, Ed Thigpen
- 1985: Threesome (Concord) mit NHOP, Grady Tate
- 1985: Estate
- 1987: M. Alexander/R. Brown/H. Ellis, Triple Treat II
- 1987: M. Alexander/R. Brown/H. Ellis, Triple Treat III
- 1988: Ivory and Steel, Jamboree
- 1992: Caribbean Circle
- 1994: Maybeck Recital Series: Volume 40 (Solo-Album, Concord)
- 1995: Steamin’
- 1995: At Maybeck
- 1996: Yard Movement
- 1996: Ivory and Steel, To the Ends of the Earth
- 1997: Echos of Jilly’s (Concord) mit John Patitucci, Troy Davis
- 1999: Stir It Up: The Music of Bob Marley (Telarc)
- 2000: Monty Meets Sly and Robbie (Telarc)
- 2001: Goin’ Yard (Telarc)
- 2002: Ray Brown Monty Alexander Russell Malone
- 2003: Impressions in Blue
- 2004: Rocksteady (Telarc) mit Ernest Ranglin
- 2005: Live at the Iridium
- 2006: Concrete Jungle
- 2008: The Good Life: Monty Alexander Plays the Songs of Tonny Bennett (Hybrid-SACD, Chesky)
- 2009: Calypso Blues (2009)
- 2011: Harlem – Kingston Express Live! (Motéma Music)
- 2011: Uplift (Jazz Legacy Productions) mit Hassan Shakur, Herlin Riley, Frits Landesbergen
- 2012: Uplift2 – Higher (Jazz Legacy Productions)
- 2014: Harlem – Kingston Express, Vol 2: River Rolls On (Jazz Legacy Productions)[6]

### Musikbeispiele
- Monty & The Cyclones: Summertime auf YouTube
- Ernest Rangling & Monty Alexander: Surfin' auf YouTube
- Monty Alexander Trio: Work Song (Live at the Montreux Festival) auf YouTube